# Famille Greig
Famille Greig, en russe : Грейг, d'origine écossaise dont sont issues plusieurs personnalités célèbres :
- Samuel Karlovitch Greig (1736-1788), né à Inverkeithing en Écosse, décédé à Tallinn, amiral russe;
- Samuel Samuelovitch Greig (1778-1807), officier de marine russe, fils du précédent, époux de la mathématicienne Mary Fairfax Somerville (1780-1872), née en Écosse, décédée à Naples;
- Alexeï Samuelovitch Greig (1775-1845), né à Kronstadt, décédé à Saint-Pétersbourg, amiral russe, membre du Conseil d'État (1833), frère du précédent;
- Samuel Greig dit Samuel Alexeïevitch (1827-1887), ministre des Finances sous le règne d'Alexandre II de Russie, fils du précédent;
- Ivan Alexeïevitch Greig (1831-1893), frère du précédent, "Stallmeister" du Grand-Duc Constantin Nikolaïevitch ;
- William dit Vassili Alexeïevitch Greig (1832-1902), chambellan, membre du conseil du ministre des finances, frère du précédent.